# 後備箱

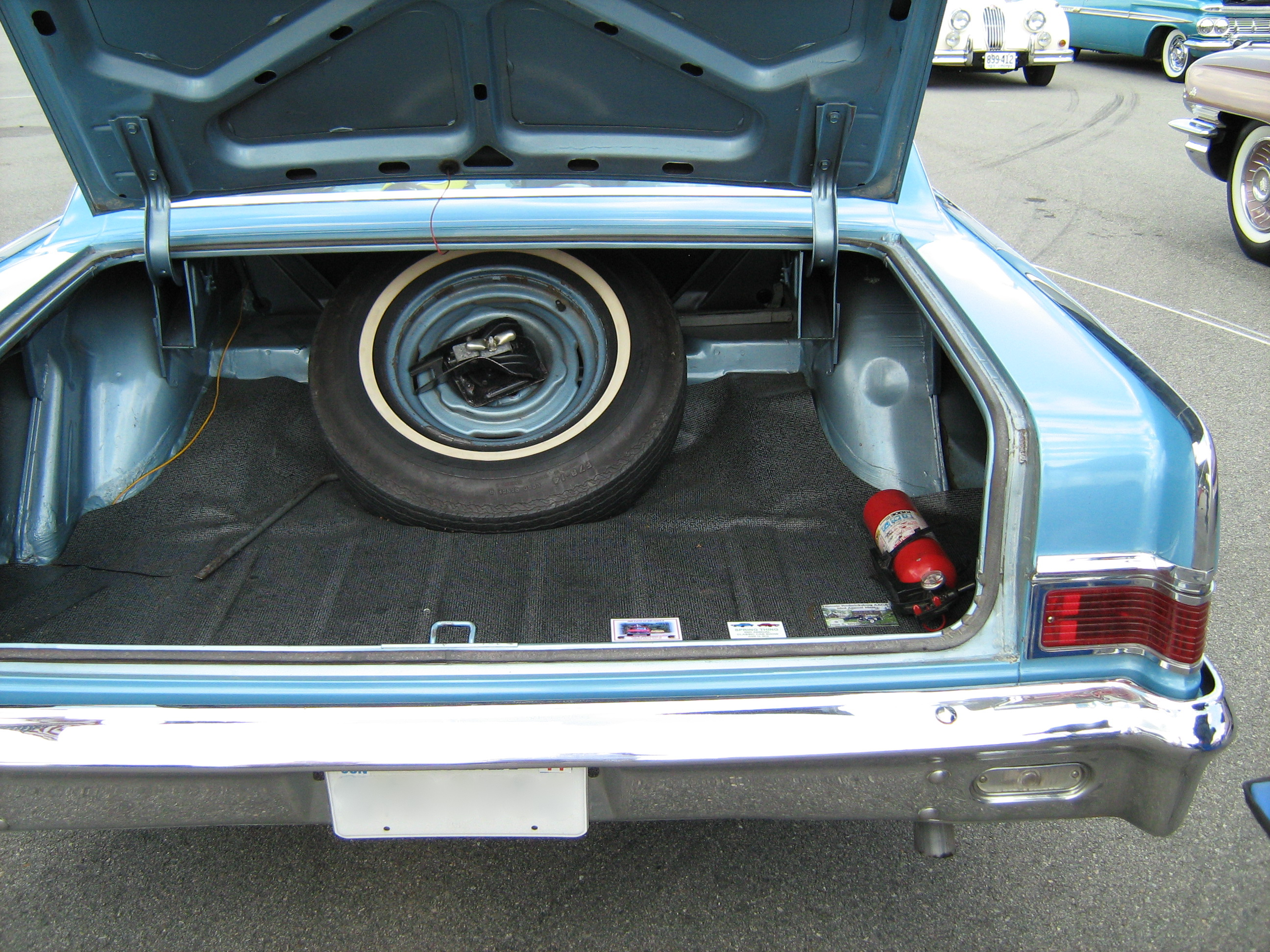
後備箱內通常放有备用轮胎

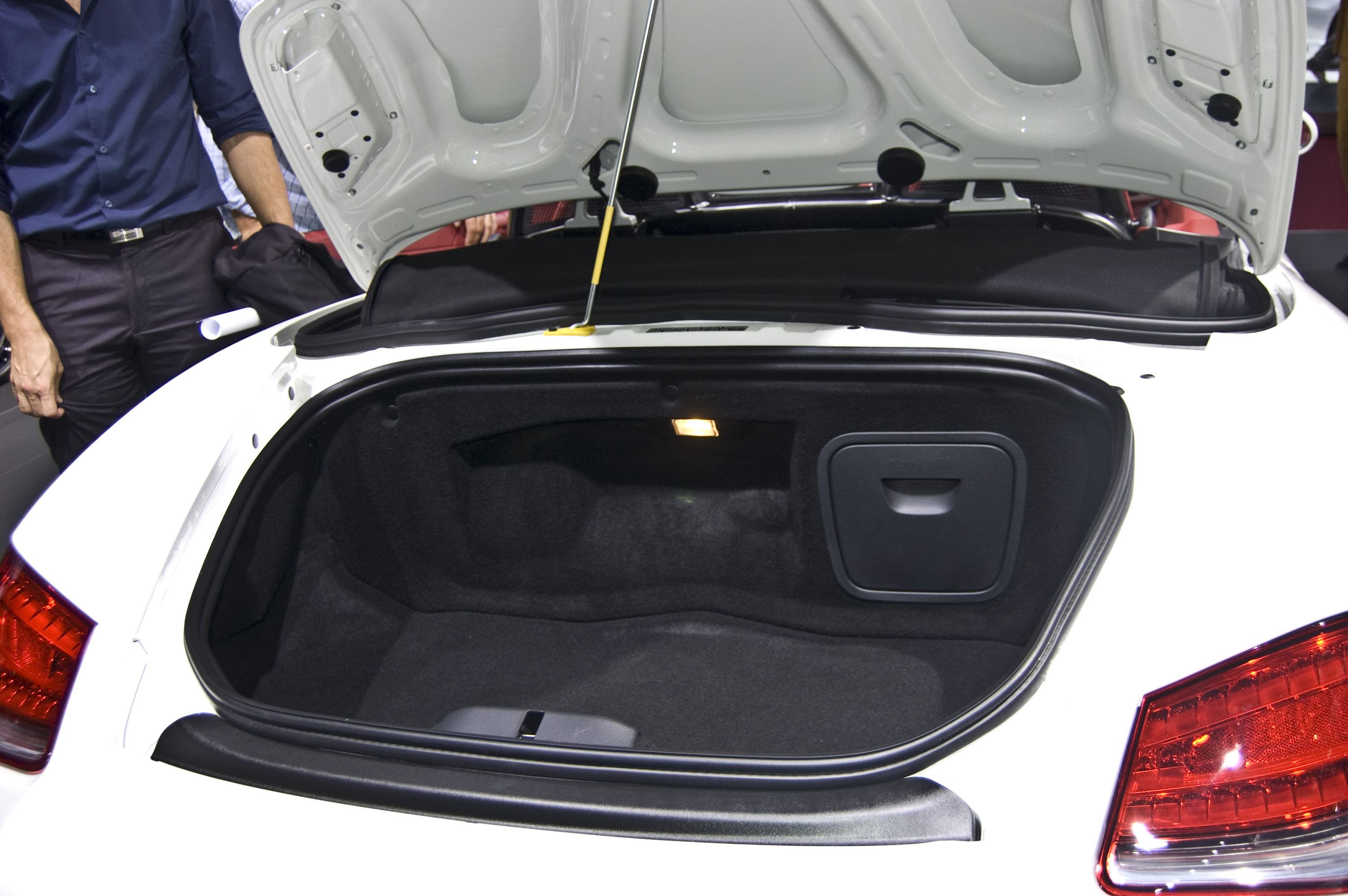
保時捷Boxster的後備箱

汽车后备箱是汽车存放貨物或其他較大物體的地方，通常是位於汽车后方，打開汽車後方的蓋子後，裡面的空間就是後備箱。